# Kopergieterij Rosseau
De gebouwen in de Blekerijstraat in Gent, nu gekend als Kopergieterij Rosseau, werden in 1924 betrokken door Livienus Rosseau. In de gebouwen is anno 2023 Kinderkunstencentrum Kopergietery gevestigd.

## Historiek bedrijf en gebouw

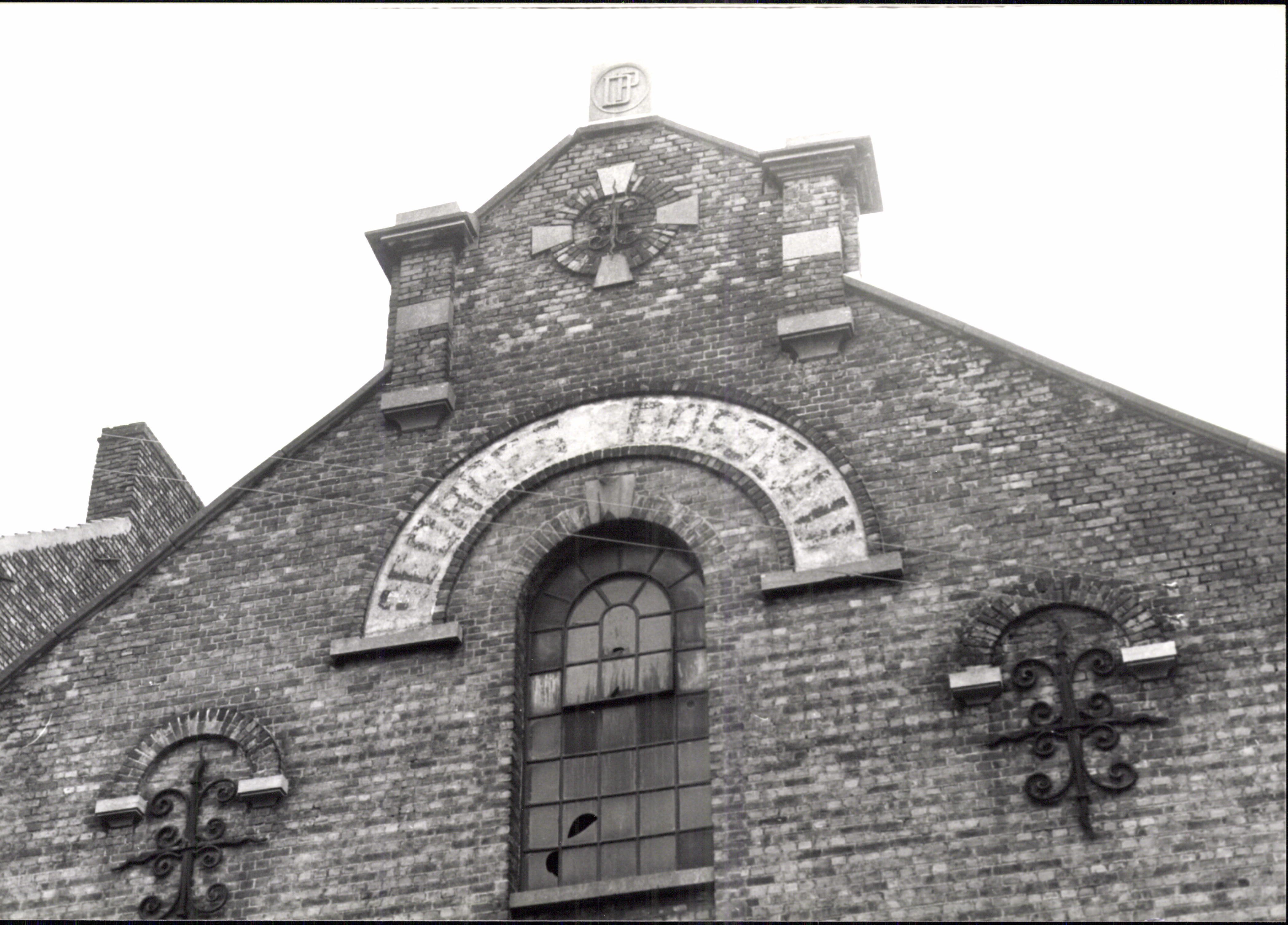
Topgevel hoofdgebouw

Pieter Daman, handelaar-koopman in oude metalen, bezit reeds in 1886 een magazijn in de Blekerijstraat. In 1893 laat hij een nieuwbouw optrekken. Bovenop het imposante gebouw waarin momenteel de Kopergietery gevestigd is prijkten de letters PD, verwijzend naar Pieter of Pierre Daman.
In 1923 verkoopt Daman de gebouwen aan Livienus Rosseau. De gebouwen kennen vanaf 1924 verschillende verbouwingen.
De latere eigenaar Georges Rosseau begint in 1927 als jonge gast in het bedrijf te werken. In 1937 neemt hij het bedrijf over van zijn vader.
Het gebouw is in de top voorzien van een cementboog waarin Georges Rosseau zijn naam aanbracht. Anno 2023 is de cementboog nog aanwezig op de gevel. De naamsvermelding is echter verdwenen.
Het gebouw is door de Vlaamse overheid vastgesteld als bouwkundig erfgoed.

## Productie

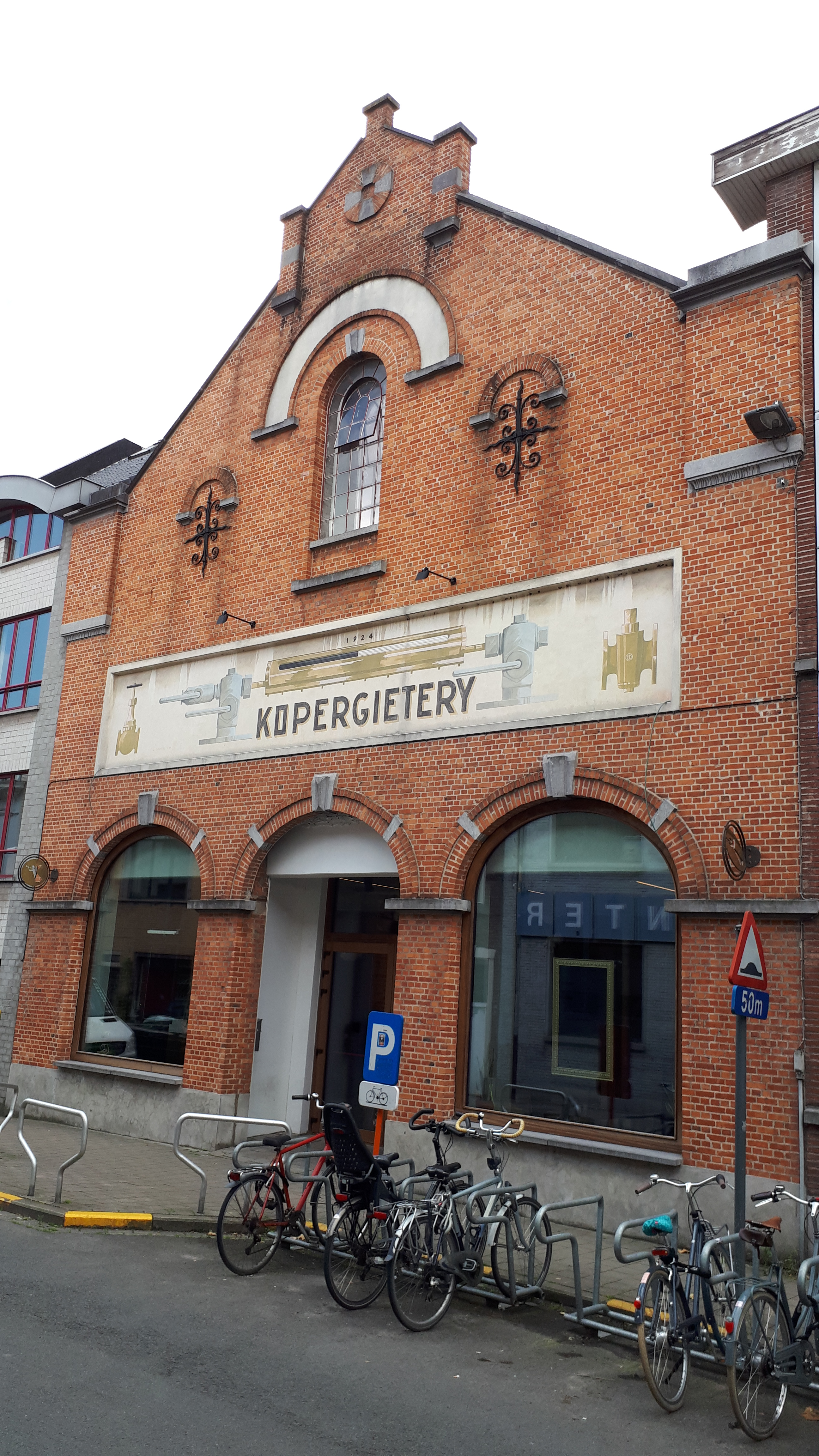
Kinderkunstencentrum Kopergietery

Het bedrijf van Georges Rosseau was gekend onder het handelsregisternummer 131.21. Het bedrijf was gekend als gieterij en draaierij van koper en brons. Het was gespecialiseerd in het vervaardigen van kraanwerk voor gas-, water-, en stoomwerktuigen.
Na de Tweede Wereldoorlog deed Georges Rosseau prospectie voor het vernieuwen van zijn installaties. Of dit gerealiseerd werd is onduidelijk. Uit correspondentie kan wel opgemaakt worden dat Georges Rosseau actief de bedrijvigheid bleef opvolgen. Zeker tot eind jaren 1960. Mogelijks werden de gebouwen gedurende een lange tijd enkel nog gebruikt als magazijn.
Naast de eigen productie handelde Georges Rosseau ook in artikelen voor gieterijen en industriële benodigdheden. Het bedrijf telde op de top van zijn bestaan 119 personeelsleden.

## Herbestemming gebouw
In 1991 werd het toen sterk vervallen pand aangekocht door de broers Luc en Peter De Clercq met de bedoeling het een nieuwe bestemming te geven. Vanaf 1998 deden de gebouwen dienst als theater.